# Колдвел (Охајо)
Колдвел (енгл. Caldwell) град је у америчкој савезној држави Охајо.

## Демографија
По попису из 2010. године број становника је 1.748, што је 208 (-10,6%) становника мање него 2000. године.
| Група             | 2000.         | 2010.         |
| Белци             | 1.937 (99,0%) | 1.707 (97,7%) |
| Афроамериканци    | 3 (0,2%)      | 4 (0,2%)      |
| Азијати           | 6 (0,3%)      | 8 (0,5%)      |
| Хиспаноамериканци | 2 (0,1%)      | 2 (0,1%)      |
| Укупно            | 1.956         | 1.748         |